# Neolimonia dumetorum
Neolimonia dumetorum är en tvåvingeart som först beskrevs av Johann Wilhelm Meigen 1804.  Neolimonia dumetorum ingår i släktet Neolimonia och familjen småharkrankar. Arten är reproducerande i Sverige. Inga underarter finns listade i Catalogue of Life.